# Stad Delden

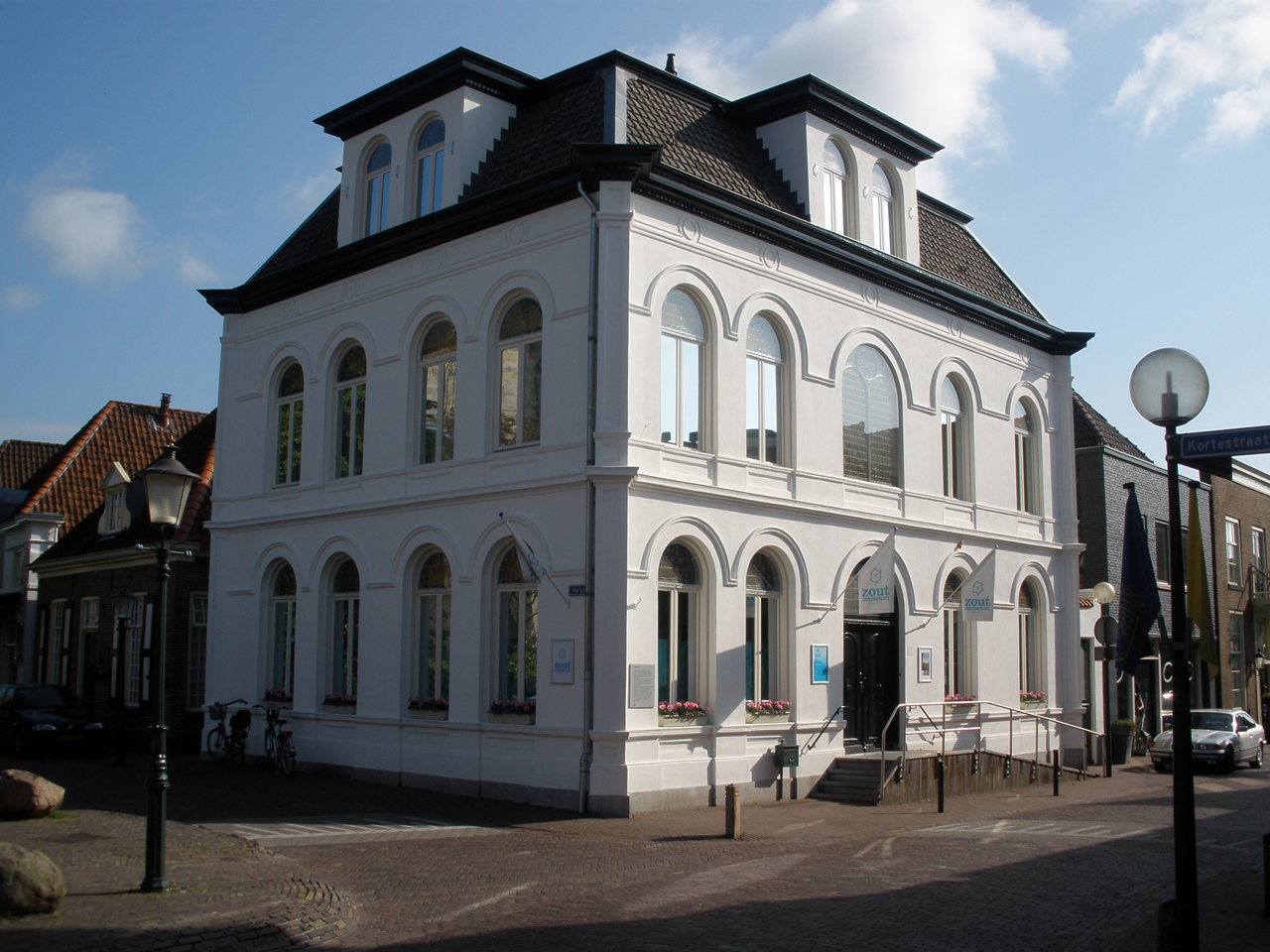
Het huidige Zoutmuseum was vroeger het politiebureau van Stad Delden.

Stad Delden is een voormalige gemeente in Twente, in de Nederlandse provincie Overijssel. De hoofdplaats van de gemeente was Delden. Stad Delden was in 1818 ontstaan door splitsing van de gemeente Delden in de gemeenten Stad Delden en Ambt Delden.
In 2001 werd de gemeente heringedeeld bij de nieuwgevormde gemeente Hof van Twente.

## Politiek
| Zetelverdeling | Zetelverdeling                                | Zetelverdeling | Zetelverdeling | Zetelverdeling | Zetelverdeling | Zetelverdeling |
| Partij         | Partij                                        | 1982           | 1986           | 1990           | 1994           | 1998           |
| -------------- | --------------------------------------------- | -------------- | -------------- | -------------- | -------------- | -------------- |
|                | Christen-Democratisch Appèl (CDA)             | 4              | 6              | 6              | 5              | 6              |
|                | Partij van de Arbeid (PvdA)                   | 2              | 2              | 2              | 1              | 3              |
|                | Volkspartij voor Vrijheid en Democratie (VVD) | 2              | 3              | 2              | 3              | 2              |
|                | ProDelden1                                    | –              | 1              | 3              | 3              | 2              |
|                | Democraten 66 (D66)                           | 1              | 0              | –              | 1              | 0              |
|                | Keerpunt '82                                  | 4              | 1              | –              | –              | –              |
| Totaal         | Totaal                                        | 13             | 13             | 13             | 13             | 13             |

1. Nam in 1986 deel als Lijst-Beens